# LVS-86
Het type LVS-86 is een door de Petersburg Tram Machine Fabriek (PTMF) gebouwde serie van 473 trams voor de tram van Sint-Petersburg. Een prototype werd in 1986 geleverd. Na uitvoerige testen werden in 1987 nog twee prototype gebouwd. Vanaf 1988 werd van de serieproductie gestart en tot in 1997 volgde 470 exemplaren.

## Ontwerp
Het tram type werd voorafgaan door de serie LVS-80; vijf zesassige prototypen die van 1980 tot 1984 gebouwd werden. De wagenbak was gebaseerd op de vierasser LM-68M. Deze versie was een verbeterde uitvoering van de LM-68 die op zijn beurt gebaseerd was op de zesassige LVS-66. Die laatste twee hadden een zwakkere carrosserie vanwege de toepassing van dakramen. De zwakke plek van de LVS-80 was niet de carrosserie maar de geleding. Bij het ontwerpen van de LVS-86 is dit als eerste verbeterd. Met ruim 250 stuks is dit nog steeds de meest talrijke tram van Sint-Petersburg.